# Große Synagoge (Nawahrudak)
Die Große Synagoge in Nawahrudak, einer Stadt in der Hrodsenskaja Woblasz im Norden von Belarus, wurde in der Mitte des 17. Jahrhunderts errichtet. Sie war auch als Kalte Synagoge bekannt. Die Synagoge wurde während des Zweiten Weltkriegs angezündet und zerstört. Die Ruine wurde nach dem Krieg abgerissen.

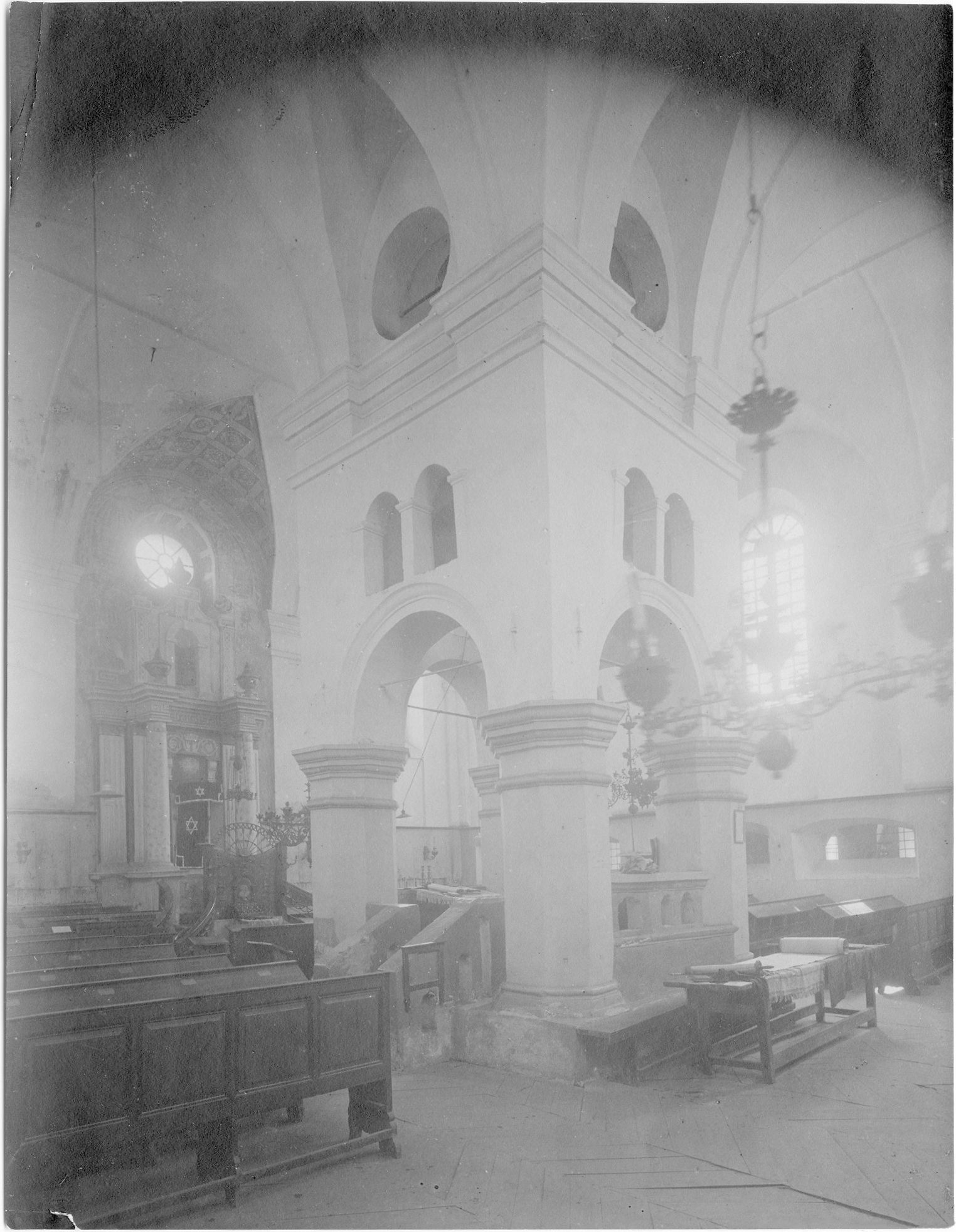
Stützbima (1923)

## Geschichte

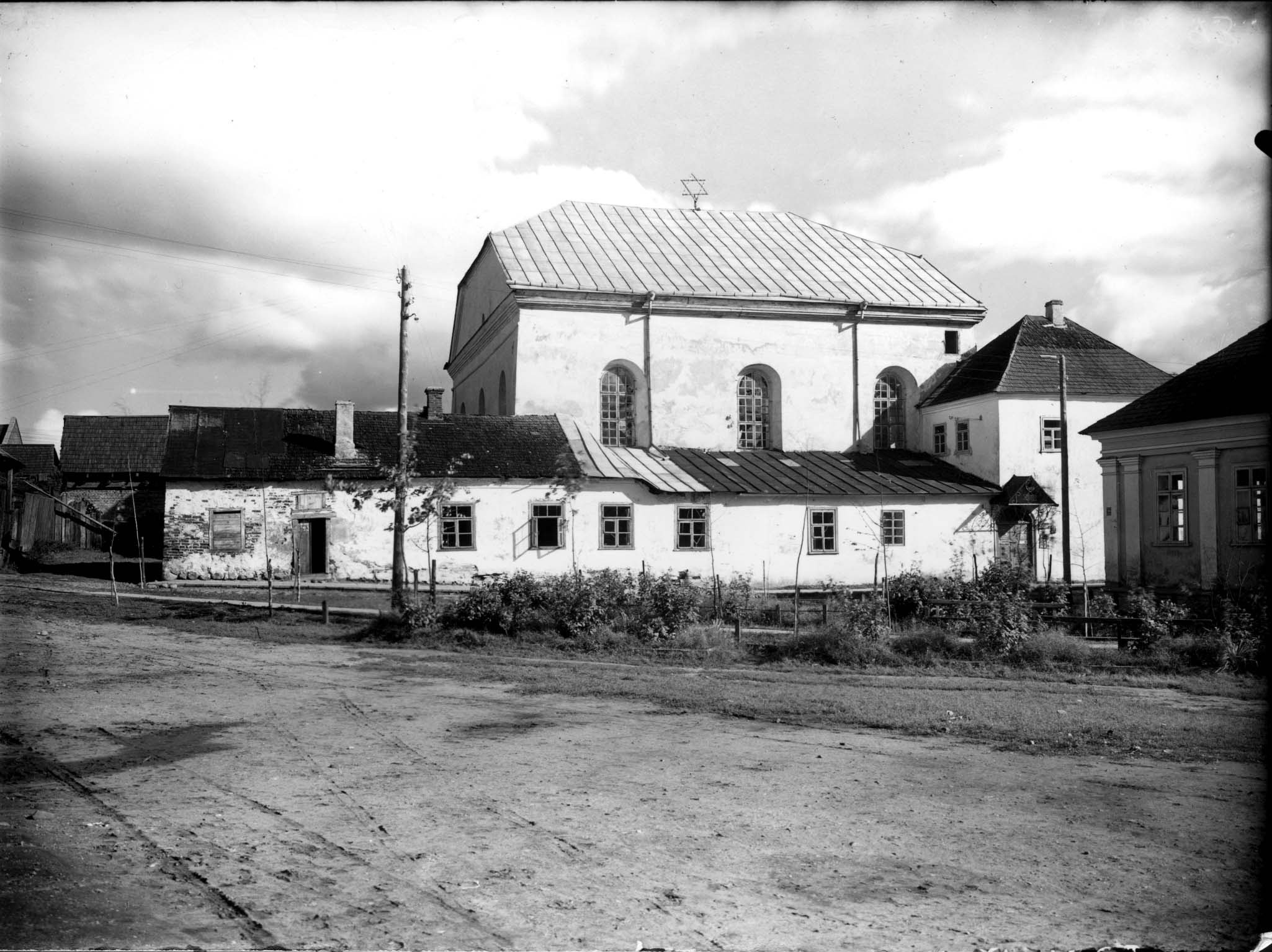
Synagoge (1939)

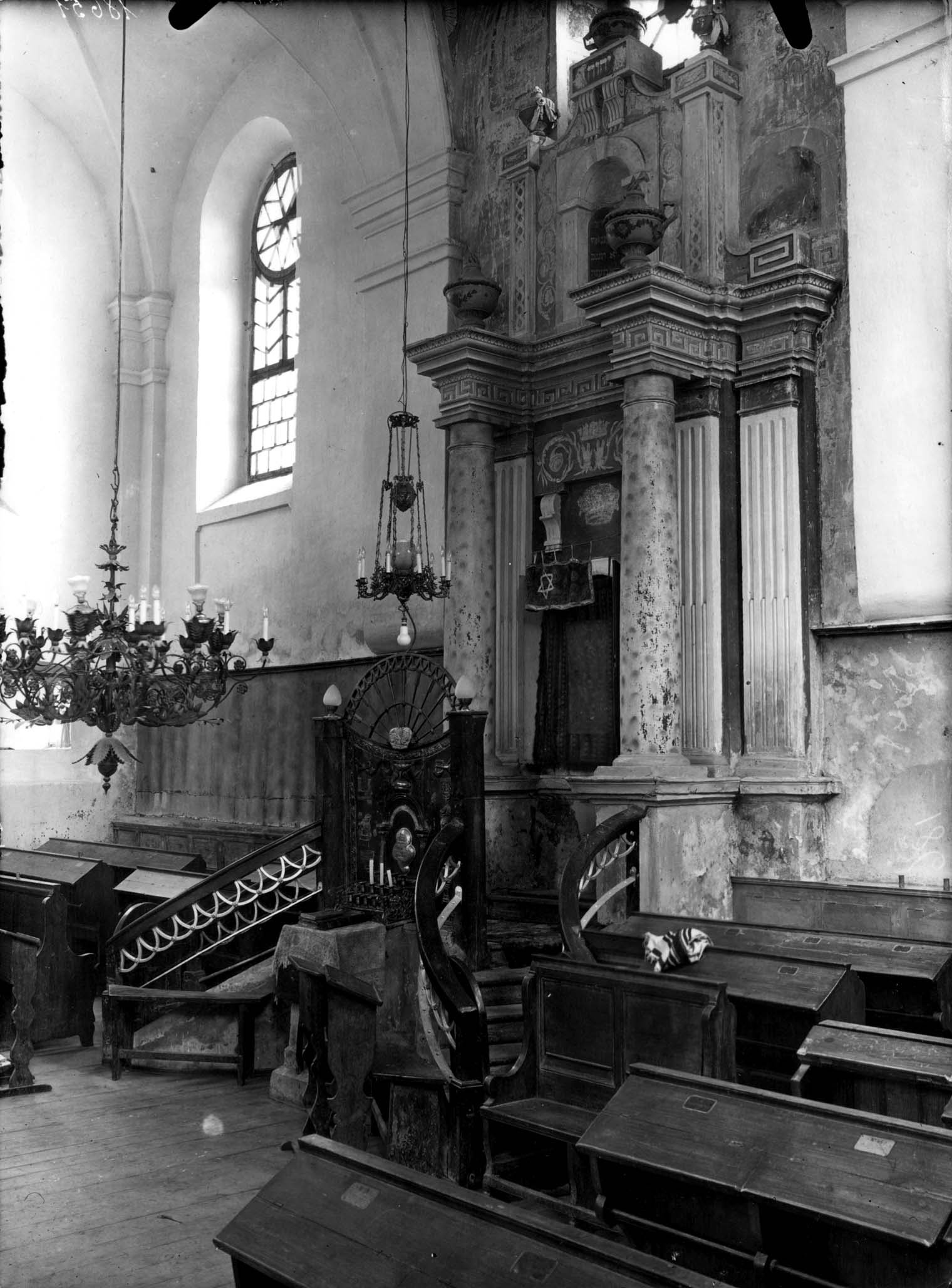
Toraschrein (1939)

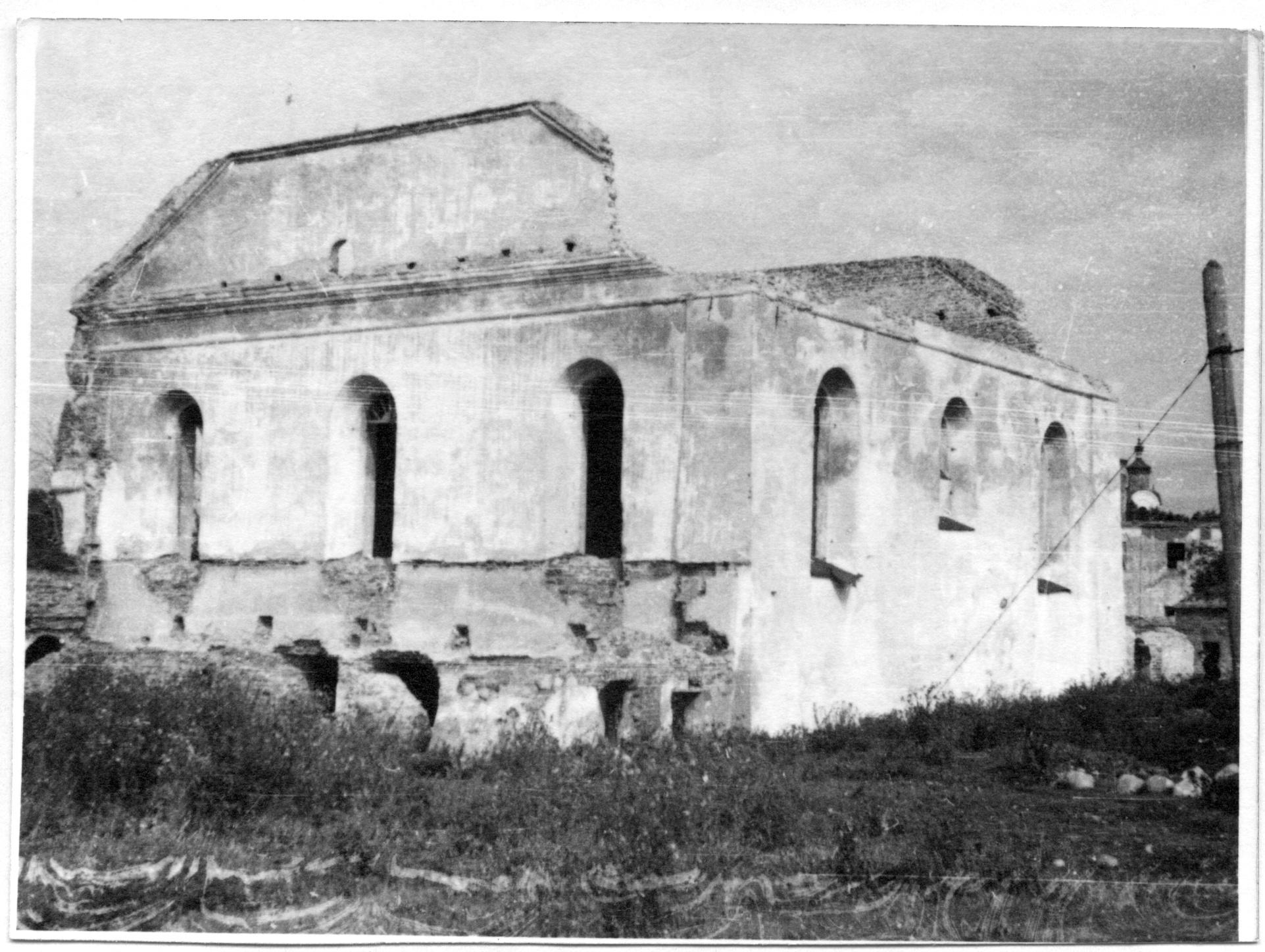
Zerstörte Synagoge (1946)

Die Synagoge stammt von 1648. Sie hatte flache Anbauten an den Seiten sowie im Südwesten einen Eckpavillon. Es ist nicht klar, ob diese bereits seit Beginn vorhanden waren oder das Ergebnis späterer Umbauten sind. Im Jahr 1919 wurde das Gebäude durch einen Brand beschädigt, danach aber wieder rekonstruiert.
Im Zweiten Weltkrieg wurde die Synagoge angezündet und schwer beschädigt. Nach Kriegsende wurde die Ruine endgültig abgerissen.

## Architektur
Die Haupthalle war nahezu quadratisch. Sie hatte 12 Fenster; 11 davon waren schlanke Rundbogenfenster und über dem Toraschrein befand sich ein Okulus.
Der Dachgiebel verlief nicht parallel zur ost–westlichen Achse wie sonst üblich, sondern lotrecht dazu. Es kann aber vermutet werden, dass dies erst später bei einem Umbau geschah.
Die achteckige Bima war von einer Balustrade umgeben. Sie stand zwischen vier Säulen, die über ihr ein baldachinähnliches Dach bildeten. Dieser Typ ist als Stützbima bekannt.
Der Toraschrein an der Ostwand stammte vermutlich aus dem Ende des 18. oder dem Beginn des 19. Jahrhunderts. Er war über zwei kleine Treppen an seinen Seiten erreichbar und durch zwei Säulen und dahinter Pilasterpaaren eingerahmt.